# Kimiya Satō
Kimiya Satō (jap. 佐藤公哉 Satō Kimiya; ur. 5 października 1989 roku w Kobe) – japoński kierowca wyścigowy.

## Życiorys
Satō karierę rozpoczął w 1995 roku, od startów w kartingu. W 2004 roku zadebiutował w serii wyścigów samochodów jednomiejscowych - Azjatycko-Pacyfickich Mistrzostwach ICA. Dobre wyniki zaowocowały 3. miejscem na koniec sezonu.
Dwa lata później Japończyk przeniósł się do Europy, gdzie rozpoczął starty w Brytyjskiej Formule BMW. Satō jedenastokrotnie sięgał po punkty, najwyższą lokatę osiągając na torze Brands Hatch i Knockhill, na których dojechał piąty. Dorobek ponad trzydziestu punktów sklasyfikował go na 11. pozycji.
W drugim roku startów Satō zdecydowanie poprawił swoje wyniki. Regularnie plasował się w czołowej ósemce, sześciokrotnie przy tym plasując się w pierwszej piątce. Znakomicie spisał się w pierwszym starcie, na torze Croft, gdzie po wywalczeniu pole position, obronił zwycięstwo. W sobotnim wyścigu w Truxton z kolei wykręcił najlepszy czas okrążenia. Japończyk zdobył ponad pięćset punktów, co zaowocowała 4. lokatą w końcowej klasyfikacji. Poza tym zaliczył start w Finale Formuły BMW, który ukończył na 13. miejscu.
W sezonie 2008 przeniósł się do Japońskiej Formuły Challenge. Sięgnął w nim po tytuł wicemistrzowski, stając przy tym ośmiokrotnie na podium, w tym raz na najwyższym jego stopniu. Zaliczył także epizodyczny start w Formule BMW Pacyfiku, który zakończył w pierwszej trójce (nie był jednak liczony do klasyfikacji generalnej, ze względu na brak licencji).
W kolejnym roku awansował do Japońskiej Formuły 3. Startując w klasie "National", i tu został wicemistrzem serii. Satō dziesięciokrotnie plasował się na podium, z czego trzykrotnie na pierwszym miejscu (dwukrotnie startował z pierwszego pola startowego).
Drugi sezon udziału w tej serii ponownie zaliczył w tej kategorii. Tym razem jednak poszło mu zdecydowanie słabiej. Pomimo pięciu pozycji na podium (w tym zwycięstwo Fuji Speedway), wiele startów zakończył przedwcześnie, w efekcie kończąc zmagania na 4. pozycji. Po raz pierwszy w karierze wziął udział w prestiżowym Grand Prix Makau. W wyścigu dojechał jednak dopiero na 24. lokacie.
W sezonie 2011 nawiązał współpracę z niemieckim zespołem Motopark i wystartował w Formule 3 Euroseries. Japończyk trzykrotnie dojeżdżał w pierwszej trójce, a podczas drugiego wyścigu na torze Zandvoort odniósł jedno zwycięstwo. Zdobyte punkty sklasyfikowały go na 10. miejscu. Z tą samą ekipą wziął udział także w trzech rundach debiutującej serii pod nazwą "Trofeum Międzynarodowej Formuły 3". Satō trzykrotnie dojechał w strefie punktowej, najlepszą lokatę osiągając na francuskim torze w Pau, gdzie był ósmy. Ponownie wystąpił w Grand Prix Makau, a także zaliczył debiut w Masters of Formula 3. W obu startach dojechał dwunasty.
Rok 2012 postanowił spędzić na startach w Niemieckiej Formule 3, w której także reprezentował Motopak (pod nazwą Lotus). Początek sezonu miał znakomity, bowiem spośród pierwszych ośmiu startów, czterokrotnie okazał się najlepszy. W pozostałych wyścigach nie prezentował jednak podobnej formy, w wyniku czego stracił pozycję lidera klasyfikacji generalnej. Ostatecznie zmagania zakończył na 3. miejscu, z dorobkiem dwunastu pozycji na podium, trzech pole position oraz sześciu najszybszych okrążeń.
Na sezon 2013 Satō podpisał kontrakt z zespołem Euronova Racing na starty w Auto GP World Series. Do końca sezonu toczył tam zaciętą walkę o tytuł mistrzowski z Vittorio Ghirellim. Mimo że wygrał więcej wyścigów (pięć, a Włoch - dwa) w ostatecznym rozrachunku przegrał o 9 punktów.
W sezonie 2014 Japończyk kontynuował starty w Auto GP World Series z ekipą Euronova Racing. Zdominował sezon wygrywając sześć wyścigów w sezonie, a dziesięciokrotnie stawał na podium. Mimo opuszczenia dwóch rund z przewagą czternastu punktów zdobył tytuł mistrzowski. W tym samym roku rozpoczął również starty w serii GP2 w bolidzie hiszpańskiego zespołu Campos Racing. Wystartował łącznie w dwudziestu wyścigach i raz zdobywał punkty - w sprincie w Soczi uplasował się na siódmej pozycji. Uzbierał łącznie dwa punkty, które zapewniły mu 27 miejsce w końcowej klasyfikacji kierowców.

## Statystyki
| Sezon | Seria                                  | Zespół                    | Wyścigi | Zwycięstwa | PP | NO | Podium | Punkty | Poz. koń. |
| ----- | -------------------------------------- | ------------------------- | ------- | ---------- | -- | -- | ------ | ------ | --------- |
| 2004  | Azjatycko-Pacyficzne Mistrzostwa ICA   | RT Bullet                 |         |            |    |    |        |        | 3         |
| 2006  | Brytyjska Formuła BMW                  | Rowan Motorsport          | 20      | 0          | 0  | 0  | 0      | 39     | 10        |
| 2007  | Brytyjska Formuła BMW                  | Koiranen Bros. Motorsport | 18      | 1          | 1  | 1  | 1      | 510    | 4         |
| 2007  | Finał Formuły BMW                      | Team Loctite              | 1       | 0          | 0  | 0  | 0      | N/A    | 13        |
| 2008  | Japońska Formuła Challenge             |                           | 16      | 1          | 1  | 3  | 8      | 171    | 2         |
| 2008  | Formuła BMW Pacyfiku*                  | Eurasia Motorsport        | 1       | 0          | 0  | 0  | 1      | N/A    | N/P       |
| 2009  | Japońska Formuła 3 (w klasie National) | Team Nova                 | 16      | 3          | 2  | 2  | 10     | 89     | 2         |
| 2010  | Japońska Formuła 3 (w klasie National) | Team Nova                 | 16      | 1          | 0  | 1  | 5      | 43     | 4         |
| 2010  | Grand Prix Makau                       | Motopark Academy          | 1       | 0          | 0  | 0  | 0      | N/A    | 24        |
| 2011  | Formuła 3 Euro Series                  | Motopark Academy          | 27      | 1          | 0  | 0  | 2      | 86     | 10        |
| 2011  | Trofeum Międzynarodowej Formuły 3      | Motopark Academy          | 6       | 0          | 0  | 0  | 0      | 7      | 9         |
| 2011  | Grand Prix Makau                       | Motopark Academy          | 1       | 0          | 0  | 0  | 0      | N/A    | 12        |
| 2011  | Masters of Formula 3                   | Motopark Academy          | 1       | 0          | 0  | 0  | 0      | N/A    | 12        |
| 2012  | Niemiecka Formuła 3                    | Lotus                     | 20      | 4          | 3  | 6  | 12     | 281    | 3         |
| 2013  | Auto GP                                | Euronova Racing           | 16      | 5          | 0  | 5  | 9      | 213    | 2         |
| 2014  | Seria GP2                              | Campos Racing             | 20      | 0          | 0  | 0  | 0      | 2      | 27        |
| 2014  | Auto GP World Series                   | Euronova Racing           | 12      | 6          | 1  | 7  | 10     | 220    | 1         |

- † – Satō nie był liczony w klasyfikacji generalnej.

## Wyniki w GP2
| Legenda oznaczeń w tabelach wyników Wyświetl szablon na nowej stronie | Legenda oznaczeń w tabelach wyników Wyświetl szablon na nowej stronie                                                                     |
| Oznaczenie                                                            | Wyjaśnienie |
| --------------------------------------------------------------------- | --- |
| Złoty                                                                 | Zwycięzca lub mistrzostwo |
| Srebrny                                                               | 2. miejsce lub wicemistrzostwo |
| Brązowy                                                               | 3. miejsce lub II wicemistrzostwo |
| Zielony                                                               | Ukończył, punktował (w klasyfikacji generalnej, gdy zdobył co najmniej jeden punkt na przestrzeni sezonu, poza trzema powyższymi opcjami) |
| Niebieski                                                             | Ukończył, nie punktował (w klasyfikacji generalnej, gdy nie zdobył co najmniej jednego punktu na przestrzeni sezonu)                      |
| Czerwony                                                              | Nie zakwalifikował się (NZ) |
| Czerwony                                                              | Nie prekwalifikował się (NPK) |
| Różowy                                                                | Nie ukończył (NU) |
| Różowy                                                                | Niesklasyfikowany (NS) (w klasyfikacji generalnej, gdy nie został sklasyfikowany w żadnym wyścigu sezonu)                                 |
| Czarny                                                                | Zdyskwalifikowany (DK) |
| Czarny                                                                | Wykluczony (WYK/EX) |
| Biały                                                                 | Nie wystartował (NW) |
| Biały                                                                 | Kontuzjowany (K/INJ) |
| Biały                                                                 | Wyścig odwołany (OD/C) |
| Bez koloru                                                            | Został wycofany (WYC/WD) |
| Bez koloru                                                            | Nie przybył (NP/DNA) |
| Bez koloru                                                            | Nie brał udziału w treningach (NT/DNP) |
| Bez koloru                                                            | Nie został zgłoszony (–) |
| Pogrubienie                                                           | Start z pole position |
| Kursywa                                                               | Najszybsze okrążenie wyścigu |
| †                                                                     | Nie ukończył, ale jego rezultat został zaliczony ze względu na przejechanie więcej niż 90% dystansu wyścigu.                              |
| *                                                                     | Sezon w trakcie |
| 1/2/3                                                                 | Punktowana pozycja w sprincie kwalifikacyjnym                                                                                             |
| Lista systemów punktacji Formuły 1                                    | |

| Rok  | Zespół        | Wyniki w poszczególnych eliminacjach | Wyniki w poszczególnych eliminacjach | Wyniki w poszczególnych eliminacjach | Wyniki w poszczególnych eliminacjach | Wyniki w poszczególnych eliminacjach | Wyniki w poszczególnych eliminacjach | Wyniki w poszczególnych eliminacjach | Wyniki w poszczególnych eliminacjach | Wyniki w poszczególnych eliminacjach | Wyniki w poszczególnych eliminacjach | Wyniki w poszczególnych eliminacjach | Wyniki w poszczególnych eliminacjach | Wyniki w poszczególnych eliminacjach | Wyniki w poszczególnych eliminacjach | Wyniki w poszczególnych eliminacjach | Wyniki w poszczególnych eliminacjach | Wyniki w poszczególnych eliminacjach | Wyniki w poszczególnych eliminacjach | Wyniki w poszczególnych eliminacjach | Wyniki w poszczególnych eliminacjach | Wyniki w poszczególnych eliminacjach | Wyniki w poszczególnych eliminacjach | Punkty | Pozycja |
| ---- | ------------- | ------------------------------------ | ------------------------------------ | ------------------------------------ | ------------------------------------ | ------------------------------------ | ------------------------------------ | ------------------------------------ | ------------------------------------ | ------------------------------------ | ------------------------------------ | ------------------------------------ | ------------------------------------ | ------------------------------------ | ------------------------------------ | ------------------------------------ | ------------------------------------ | ------------------------------------ | ------------------------------------ | ------------------------------------ | ------------------------------------ | ------------------------------------ | ------------------------------------ | ------ | ------- |
| 2014 | Campos Racing | BHR                                  | BHR                                  | ESP                                  | ESP                                  | MON                                  | MON                                  | AUT                                  | AUT                                  | GBR                                  | GBR                                  | DEU                                  | DEU                                  | HUN                                  | HUN                                  | BEL                                  | BEL                                  | ITA                                  | ITA                                  | RUS                                  | RUS                                  | ARE                                  | ARE                                  | 2      | 27      |
| 2014 | Campos Racing | NU                                   | 19                                   | 19                                   | 15                                   | 15                                   | 14                                   | NU                                   | 19                                   | 23                                   | 20                                   | -                                    | -                                    | NU                                   | NU                                   | 17                                   | 18                                   | NU                                   | 12                                   | 13                                   | 7                                    | 14                                   | 22                                   | 2      | 27      |